# Ekonacionalizam
Ekonacionalizam je struja u zelenoj politici koja ekologiju i ekološki aktivizam veže uz narod i njegov položaj. Razvio se u Ukrajini, Poljskoj i Litvi gdje su se pobornici zelene politike desnih političkih uvjerenja izdvojili iz tzv. zelene ljevice i osnovali konzervativnu zelenopolitičku struju.
Ekonacionalizam prihvaća načela uporabe obnovljivih ozvora energije i zaštitu okoliša, ali odbacuje poistovjećivanje ekologije s feminizmom i samoprozvanim zelenim liberalizmom koji uživa povjerenje zelenih ljevičara. Smatra da se očuvanje prirode mora provoditi društvenim poticajima i obiteljskim odgojem te razvijanjem svijesti i poticanjem malih poduzetnika koji poštuju i provode ekološke standarde.
Početkon 21. stoljeća počeo je uživati povjerenje desnih političkih stranaka u Estoniji, Latviji, Slovačkoj i Mađarskoj, dok u svijetu ne uživa nikakvu potporu od stranaka lijeve politike. Prema J. Dawsonu, jedinom koji je opisao ekonacionalizam, Brazil je jedina država s ekonacionalistočkim političkim temeljima i ekonac. politikom obnovljive energije.
Dawson u svojoj knjizi navodi i kako je jačanje ekonacionalizma u zemljama Srednje i Istočne Europe u razdoblju od 1985. do 1991. ubrzalo raspad Sovjetskog saveza. No, unatoč tome ekonac. ima beznačajan utjecaj na svjetsku ekološku politiku zbog čega se okrenuo djelovanju u srednjo i istočnoeuropskim političkim krugovima. Odjeci ekonac. mogu se uočiti u Austriji, Italiji i Švicarskoj, gdje stranke zelene politike uspijevaju ući u tijela izvršne vlasti.
Francuska političarka Marine Le Pen javno je istaknula kako se ekološka poglavlja njezinih političkih programa temelje na ekonacionalističkom stavu prema zaštiti okoliša i klimatskim promjenama.